# Bryce Brown (baloncestista)
Bryce Wade Brown (Los Ángeles, California; 24 de julio de 1997) es un jugador de baloncesto estadounidense que pertenece a la plantilla del Ironi Nes Ziona B.C. de la Ligat ha'Al israelí. Con 1,91 metros de estatura, juega en la posición de escolta.

## Trayectoria deportiva

### Universidad
Jugó cuatro temporadas con los Tigers de la Universidad de Auburn, en las que promedió 12,8 puntos, 2,0 rebotes y 1,4 asistencias por partido. En sus dos últimas temporadas fue incluido por los entrenadores de la conferencia en el segundo mejor quinteto de la Southeastern Conference.

### Profesional
Tras no ser elegido en el Draft de la NBA de 2019, se unió a los Sacramento Kings para disputar las Ligas de Verano de la NBA, donde en siete partidos promedió 6,7 puntos y 1,4 rebotes.
En el mes de septiembre firmó contrato con los Boston Celtics, pero fue despedido cuatro días después sin llegar a jugar ningún partido. Poco después, pasó a formar parte del filial de los Celtics en la G League, los Maine Red Claws.
El 17 de diciembre de 2020, fichó con los New York Knicks para realizar la pretemporada, aunque tinalmente fue descartado, y asignado a su filial en la G League, los Westchester Knicks.
En la temporada 2021-22, se compromete con los Long Island Nets de la NBA G League.
En la temporada 2022-23, firma por el  Beşiktaş de la BSL turca.
El 29 de octubre de 2022, firma por el Wilki Morskie Szczecin de la Polska Liga Koszykówki, el primer nivel del baloncesto polaco.
El 3 de julio de 2023 firma con JL Bourg de la LNB Pro A francesa.
El 31 de julio de 2024 fichó por el Ironi Nes Ziona B.C. de la Ligat ha'Al israelí.